# Phycotoxine
Une phycotoxine est une toxine produite par les algues, notamment les algues unicellulaires (phytoplancton). 
Ces toxines provoquent le plus souvent des intoxications alimentaires, sans qu'il y ait besoin de la présence du germe. C'est le cas des toxines produites par les algues unicellulaire du genre Dinophyta par exemple et qu'on retrouve dans les fruits de mer. Ces cas se produisent lors d'efflorescence algale.
La ciguatera est un ichtyosarcotoxisme, c'est-à-dire une intoxication alimentaire due à l'ingestion de chair de poisson contaminée par des phycotoxines (les ciguatoxines).

## Types de toxines
- acide domoïque
- acide okadaïque
- azaspiracide (diarrhéiques)
- ciguatoxine
- gambiertoxine
- gymnodimine
- maïtotoxine

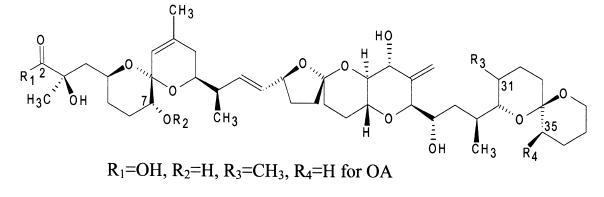
Acide okadaïque

- palytoxine (le plus toxique des poisons organiques)
- pecténotoxine (hépatotoxiques)
- spirolide
- yessotoxine (sans toxicité avérée)

### Toxines diarrhéiques

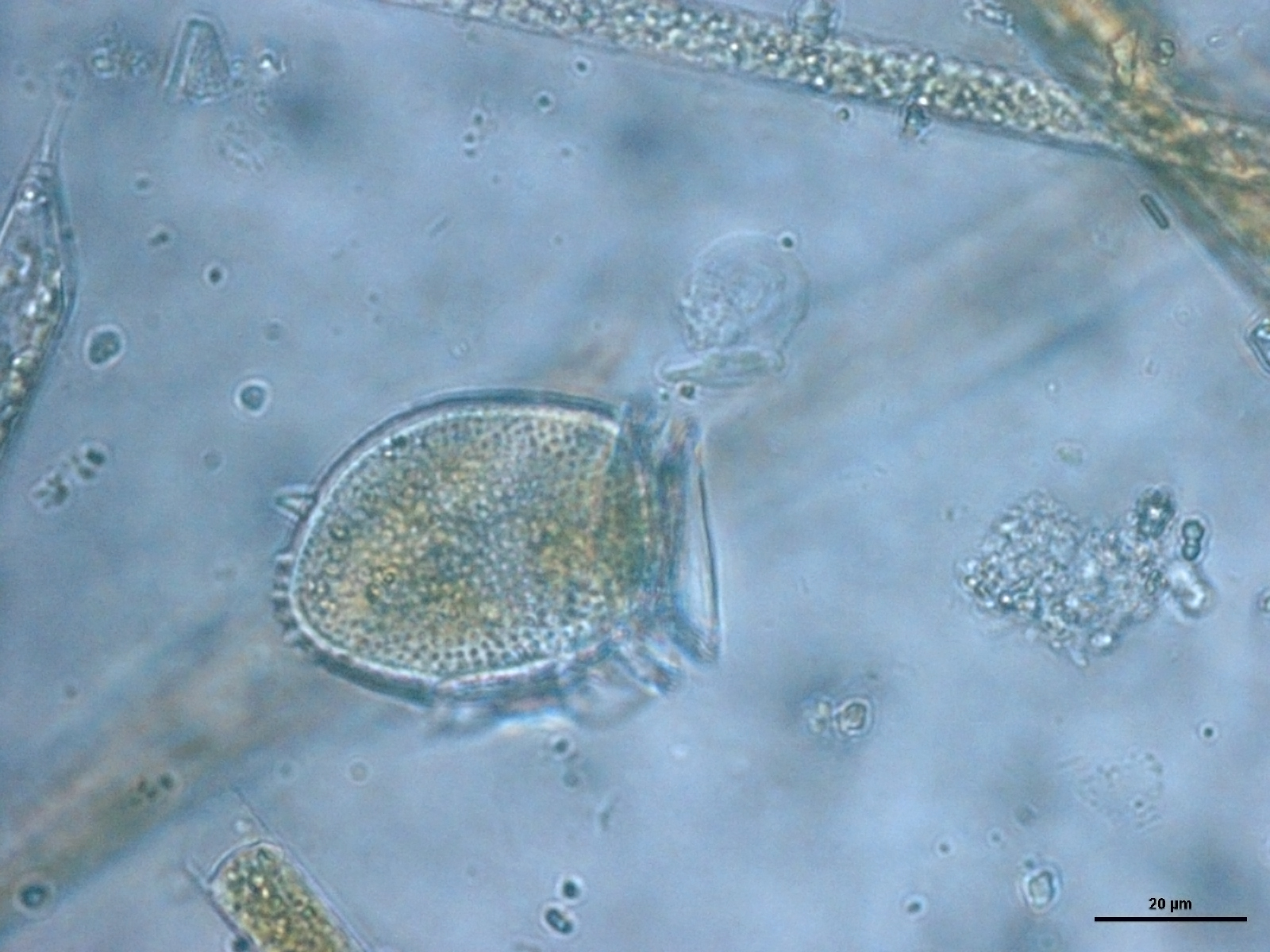
Dinophysis (x60)

Les toxines diarrhéiques (en anglais DSP, Diarrheic Shellfish Poison) sont produites par les Dinoflagellés des genres Dinophysis et Prorocentrum, dont le type est l'acide okadaïque. Elles provoquent rapidement diarrhée et vomissements (en 30 minutes à 2 heures après l'ingestion de coquillages contaminés), rétrocédant spontanément en 2 à 3 jours, sans séquelles. On y associe les pectenotoxines hépatotoxiques, les yessotoxines sans toxicité avérée et les azaspiracides diarrhéiques. Les normes retenues sont de 160 µg/kg pour l'acide okadaïque et les azaspiracides, et 1 mg/kg pour les pectenotoxines. On utilise préférentiellement un test biologique sur souris. 
Les épisodes DSP conduisant à des interdictions de vente des coquillages, affectent régulièrement une partie importante du littoral français, en particulier dans les régions Normandie, Bretagne, Languedoc-Roussillon et Corse. Ils sont généralement observés en été en Manche, au printemps et en été en Atlantique, toute l'année en Méditerranée.

### Toxines paralysantes
Les toxines paralysantes (en anglais PSP, Paralytic Shellfish Poisoning) sont produites par les Dinoflagellés des genres Alexandrium, Gonyaulax, Gymnodinium et Pyrodinium. Elles sont du type saxitoxine. Elles provoquent rapidement après l'ingestion de coquillages contaminés une paresthésie brutale (en 5 à 30 min) des lèvres, du visage, des bras puis des jambes. Des cas graves sont signalés avec une incoordination motrice, de l'incohérence, et un risque de décès par paralysie respiratoire. Les normes retenues sont de 800 µg/kg pour la saxitoxine. Il s'agit de la première phycointoxication connue (rétrospectivement) en Colombie britannique (Canada) en 1798. 
Des efflorescences d'Alexandrium sont repérées de temps à autre l'été le long des côtes françaises (Bretagne : Abers, baie de Morlaix, Rance - Méditerranée : étang de Thau, rade de Toulon), mais aucune intoxication n'a encore été déclarée en France (en 2004).

### Toxines amnésiantes
Les toxines amnésiantes (en anglais ASP, Amnesic Shellfish Poison) sont produites par les Diatomées du genre Pseudo-nitzschia, dont le type est l'acide domoïque. Elles provoquent rapidement après l'ingestion de coquillages contaminés une gastro-entérite (diarrhée et vomissements en 2 à 24 h) puis des symptômes neurologiques, avec céphalées, confusion, désorientation, et dans les cas graves, amnésie, puis coma mortel. Les enfants et les personnes âgées sont les plus sensibles. Les normes retenues sont de 20 mg/kg pour l'acide domoïque. Des efflorescences de pseudo-nitzschia sont repérées régulièrement l'été le long des côtes françaises, mais aucune intoxication n'a encore été déclarée en France. Tous les coquillages peuvent être contaminés (huîtres, moules, Pecten), mais aussi certains poissons (anchois), qui intoxiquent alors les oiseaux piscivores.

### Toxines cutanées

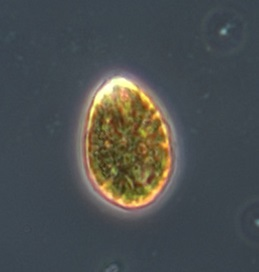
Ostreopsis ovata

Les toxines cutanées sont produites par le Dinoflagellé Ostreopsis ovata, dont le type est la palytoxine. Il s'agit d'une neurotoxine susceptible de provoquer des irritations cutanées, de la fièvre et une gêne respiratoire, la contamination se faisant par contact ou inhalation des embruns (aérosols marins, chargés en phycotoxines), et consommation des produits de la pêche contaminés. L'espèce est benthique (dans les sédiments marins), mais remonte en surface pour la floraison, et la toxine peut alors se concentrer dans la chaîne alimentaire. Il y a eu quelques épisodes toxiques en Italie (1998), et une alerte à Marseille en 2006.

### Ciguatera
Voir article détaillé Ciguatera.

### Autres toxines
Pfiesteria piscicida libère aussi des neurotoxines. Cette maladie devient préoccupante surtout en Caroline du Nord où l’Homme s’empoisonne en consommant du poisson.

## Surveillance
La production et la pêche des coquillages comestibles sont, dans la plupart des pays, placées sous le contrôle d'une autorité, chargée de la surveillance des eaux marines et des coquillages produits, afin de garantir l'innocuité des denrées (Affaires Maritimes et Services Vétérinaires en France, avec l'appui technique de l'IFREMER).